# Evan Almighty
Evan Almighty (titulada: Sigo como Dios en España y Regreso del todopoderoso o Todopoderoso 2 en Hispanoamérica) es una película de comedia de tema religioso del 2007 y la secuela de Bruce Almighty (2003). La película fue dirigida por Tom Shadyac, basada en los personajes creados por Steve Koren y Mark O'Keefe de la película original.
Protagonizada por Steve Carell como el personaje principal y Morgan Freeman, repitiendo su papel de Dios de la película original. La producción de la película comenzó en enero de 2006. Se utilizaron varias empresas de efectos visuales para proporcionar CGI para los numerosos animales y la escena de la inundación. La trama principal es un moderno relato bíblico del Arca de Noé.

## Argumento
Recién elegido al Congreso , el ex reportero de noticias de la televisión local Evan Baxter deja su ciudad natal de Buffalo, Nueva York , y se muda con su familia a la comunidad de Prestige Crest, ubicada en la ciudad ficticia de Huntsville, Virginia, donde su campaña para el Congreso declara oficialmente que cambiará el mundo. Evan ora a Dios para que le dé esta oportunidad. Su esposa, Joan, también reza para que ella, Evan y sus tres hijos estén más unidos como familia.
En su primer día en el Congreso, Evan recibe una carta de su codicioso jefe, el congresista Chuck Long, quien le proporciona un cargo destacado y la oportunidad de unirse a él como copatrocinador junior de su Ley de Integración Ciudadana de Tierras Públicas. (CINPLAN) proyecto de ley. Durante los días siguientes, ocurren sucesos extraños en la vida de Evan:
- Se compran ocho lotes baldíos en Prestige Crest a su nombre y allí se entregan herramientas antiguas y madera de tuza.
- Parejas de animales comienzan a seguirlo a todas partes, y los pájaros vuelan hacia su oficina a través de la ventana.
- Empieza a dejarse barba, que vuelve a crecer cada vez que se la afeita todas las mañanas.
- Su cabello crece sin control
- Su ropa es reemplazada por batas.
- El número 614 comienza a aparecer en diversas formas a lo largo de sus rutinas diarias.

Evan se da cuenta de que el número en realidad se refiere al versículo 14 del capítulo 6 del Libro del Génesis , donde Dios le ordenó a Noé que construyera un arca en preparación para un diluvio venidero . Aunque Evan inicialmente rechaza esta idea, Dios mismo comienza a aparecerle y le asegura que el diluvio vendrá y que la única forma en que puede cambiar el mundo será recreando el arca. Evan finalmente decide empezar a construirlo utilizando las herramientas y materiales proporcionados, lo que le da la oportunidad de pasar más tiempo con sus hijos, pero Joan ve esto como una crisis de la mediana edad.
Si bien Evan aún mantiene su carrera en el Congreso, su apariencia aliena a tres empleados y los animales que lo siguen a todas partes se vuelven más perturbadores. Dios reaparece ante Evan y le proporciona una túnica, y luego le advierte que la inundación llegará al mediodía del 22 de septiembre. Cuando Dios expone indefinidamente la túnica de Evan, Long consigue que lo suspendan del Congreso y lo retiren del proyecto de ley de tierras públicas. Creyendo que Evan se ha vuelto loco, Joan lo deja atrás, lo que hace que el propio Evan continúe construyendo el arca solo. Mientras tanto, Dios se disfraza de camarero en un restaurante y habla con Joan. Dios le asegura a Joan que debería ver esto como una oportunidad para que toda la familia se acerque más. Joan se inspira y finalmente regresa para ayudar a Evan a terminar de construir el arca juntos para prepararse para el diluvio.
El 22 de septiembre, los tres empleados de Evan le muestran evidencia de que Long había planeado construir Prestige Crest después de construir una represa en una fuente de agua cercana, pero Long había tomado muchas medidas en la construcción de la presa. Sospechan que Long haría lo mismo con el proyecto de ley de tierras públicas. Una vez terminada el arca, los animales suben de dos en dos. Sin embargo, la policía local amenaza con demolerla con una bola de demolición porque el arca viola los códigos territoriales y cae una pequeña cantidad de lluvia. Evan se da cuenta de que la inundación no se deberá a la lluvia, sino a la falla de la presa de Long. La presa finalmente falla, destruyendo todas las casas de Prestige Crest. Toda la comunidad logra abordar de manera segura el Arca, que navega sobre las aguas de la inundación hasta Washington D. C. . Luego, el arca llega a su destino final frente al Capitolio , interrumpiendo la votación del proyecto de ley de tierras públicas de Long. La inundación hace que Evan critique a Long por ser responsable de la reducción de costos que condujo a la falla de la presa.
Se suspende la votación del Proyecto de Ley de Tierras Públicas debido a una investigación sobre Long por especulación. Después de la inundación, Evan es reintegrado al Congreso y todos los animales regresan a sus hábitats naturales. Con su apariencia normal, Evan se reencuentra con Dios durante una caminata familiar. Dios afirma que Evan había cambiado su mundo mientras oraba y estaba más cerca de su familia a través de su único Acto de bondad aleatoria (ARK). Dios emite un nuevo mandamiento a la audiencia saliente: "Harás la danza", seguido por el elenco y el equipo de la película bailando al ritmo de la exitosa canción de C+C Music Factory " Gonna Make You Sweat (Everybody Dance Now) " durante el cierre. créditos.

## Reparto
- Steve Carell como Evan Baxter.
- Morgan Freeman como Dios.
- Lauren Graham como Joan Baxter.
- John Goodman como El congresista Long.
- John Michael Higgins como Marty.
- Johnny Simmons como Dylan Baxter.
- Graham Phillips como Jordan Baxter.
- Jimmy Bennett como Ryan Baxter.
- Wanda Sykes como Rita.
- Jonah Hill como Eugene.
- Molly Shannon como Eve Adams.
- Harve Presnell como El congresista Burrows.
- P. J. Byrne, Ralph Harris y Arden Myrin como los tres funcionarios de Evan.
- Brian Howe como El contratista.
- Ed Helms como Ed Carson, uno de los reporteros del Arca.
- Dean Norris como El oficial Collins.
- Madison Mason como El congresista Jim Dodd.
- Bruce Gray como El congresista Bob Hughes.
- Paul Collins como El congresista Richard Stamp.
- Jon Stewart como Él mismo.

## Recepción

### Taquilla
Aunque Evan Almighty fue muy publicitada, especialmente entre los feligreses, y tuvo el doble del presupuesto de Bruce Almighty, tuvo un desempeño por debajo de las expectativas. En su primer fin de semana, se estrenó en 5200 pantallas en 3604 cines y recaudó $31,1 millones (en sus primeros dos días, la película ganó $11,4 millones seguidos de $8,3 millones el domingo). El estreno fue menos de la mitad de los $68 millones del fin de semana de la primera película ($85 millones contando el Memorial Day). Nikki Rocco, la presidenta de distribución de Universal Pictures declaró: "Nunca esperamos que fuera mucho más alto... no es inusual que las películas familiares se estrenen a un nivel como este y crezcan. Esta película tendrá piernas". La película logró permanecer en el tercer lugar en la taquilla en su segunda semana, antes de caer al quinto lugar en su tercera semana.
A nivel internacional, la película también se estrenó en primer lugar en Rusia y Ucrania, ganando $1.5 millones en Rusia con 329 salas y $179,000 en Ucrania en 64 ubicaciones. La recaudación bruta en los fines de semana de estreno para los dos países fue 10% y 11%, respectivamente, más grande que la apertura de Bruce Almighty. En total, la película ganó $173,418,781 en todo el mundo con $100,462,298 en los EE. UU. y $72,956,483 en la taquilla internacional.

### Respuesta crítica
Recibió críticas generalmente negativas de los críticos. En Rotten Tomatoes, la película tiene un índice de aprobación del 24%, basado en 194 críticas, con una calificación promedio de 4.5/10. El consenso crítico del sitio dice: "Grande en efectos especiales pero escasa en risas, Evan Almighty subutiliza un elenco repleto de estrellas que incluye a Steve Carell y Morgan Freeman". En Metacritic, la película tiene una puntuación media ponderada de 37 sobre 100, basada en reseñas de 33 críticos, lo que indica "críticas generalmente desfavorables". Las audiencias encuestadas por CinemaScore le dieron a la película una calificación promedio de "A−" en una escala de A+ a F.
El crítico Richard Roeper elogió a Jim Carrey por negarse a repetir su papel en "tres de las peores secuelas de todos los tiempos", que incluían Dumb and Dumberer: When Harry Met Lloyd, Son of the Mask y Evan Almighty. Continuó: " Evan Almighty es una supuesta comedia superficial con una carcajada de proporciones bíblicas y un mensaje espiritual condescendientemente simplista". Varios críticos atribuyen la actuación de Carell a mejorar significativamente el humor de la película. Peter Travers de Rolling Stone le dio 1 de 4, calificándola de "descaradamente juvenil, pseudorreligiosa, fingidamente sincera" y "no tan divertida". Elogió a Carell "que proyecta el único sentido de travesura de la película. Pero es demasiado poco y demasiado tarde". Más tarde la incluyó en su lista de las peores películas de 2007.